# Chiesa di San Martino de Porres
La chiesa di San Martino de Porres (St. Martin de Porres Church in inglese) è un edificio religioso di Montserrat, situata a Salem.
Come suggerisce il nome, la chiesa è dedicata a San Martino de Porres, un frate peruviano dell'ordine domenicano.